# 1924 у літературі
Стаття є списком літературних подій та публікацій у 1924 році.

## Книги
- «Людина у коричневому костюмі» — детективний роман Агати Крісті.
- «Пуаро провадить слідство» — збірка оповідань Агати Крісті.
- «Зачарована гора» — роман Томаса Манна.
- «Третя рота» — роман Йозефа Копти.
- «Готель Савой» — роман Йозефа Рота.
- «Бунт» — роман Йозефа Рота.
- «Дехто не...[en]» — третя частина тетралогії «Кінець параду» Форда Медокса Форда.

## Поезія
- «Двадцять віршів про кохання та одна пісня відчаю» — збірка віршів Пабло Неруди.
- «Анабазис» — поема Сен-Жон Перса.
- «Камена» — збірка віршів Миколи Зерова.
- «Вітер з України» — збірка віршів Павла Тичини.

## Нагороди
- Нобелівську премію з літератури отримав польський письменник Владислав Реймонт.

## Народились
- 30 квітня — Уно Лагт, естонський поет, прозаїк, публіцист (помер у 2008).
- 30 вересня — Трумен Капоте, американський письменник (помер у 1984).
- 29 жовтня — Збіґнєв Герберт, польський поет, есеїст, драматург (помер у 1998).

## Померли
- 3 липня — Франц Кафка, німецький письменник (народився в 1883).
- 3 серпня — Джозеф Конрад, польсько-британський письменник (народився в 1857).
- 9 жовтня — Валерій Брюсов, російський поет-символіст, перекладач (народився в 1873).
- 13 жовтня — Анатоль Франс, французький письменник (народився в 1844).